# Cathal Dunne
Pour les articles homonymes, voir Dunne.
Cathal Dunne (né le 14 février 1951 à Cork) est un chanteur irlandais. Il est le représentant de l'Irlande au Concours Eurovision de la chanson 1979 avec Happy Man.

## Biographie
Cathal Dunne est le neveu de Jack Lynch, Premier Ministre de l'État d’Irlande de 1966 à 1973 et de 1977 à 1979.
En 1974, il est diplômé de l'University College Cork et du Montfort College of Performing Arts après avoir étudié la musique. La même année, il remporte le Castlebar Song Contest avec la chanson Shalom. Deux ans plus tard, il représente l'Irlande au Yamaha Music Festival avec sa propre composition Lover, Not a Wife. Également en 1976, il a son premier single dans le top 10 en Irlande, Danny. Au cours de ces années, il joue avec son groupe d'accompagnement, Stateside (et plus tard, The Formula), dans le circuit des clubs irlandais. En 1981, il sort We'll be there, une chanson pour le Fianna Fáil à l'occasion des élections générales irlandaises de 1981.
Il inscrit sa propre composition Happy Man au concours national irlandais de la chanson en 1979. En compétition contre les anciens participants irlandais à l'Eurovision Tina Reynolds et Red Hurley ainsi que Johnny Logan, il remporte facilement le concours avec 36 points et obtient le droit de représenter l'Irlande au Concours Eurovision de la chanson. Happy Man obtient la cinquième place avec 80 points. Le single produit par Nicky Graham se vend en Europe et atteint la troisième place des ventes irlandaises.
En février 1982, il donne quelques concerts dans le Michigan, aux États-Unis. S'ayant fait un réseau, il émigre d'Irlande l'année suivante. Depuis lors, Dunne s'est fait un nom en tant que chanteur de ballades traditionnelles irlandaises sous le nom de Cahal Dunne.

## Discographie
Singles
- 1971 Butterfly (The Montford Singers with Cathal Dunne) (Pye Records)
- 1974 Babaró (Séan O Sé and Cathal Dunne) (Gael Linn Records)
- 1974 Shalom (Rex Records)
- 1974 Hey Noddy Day (Rex)
- 1976 Danny (EMI Records)
- 1976 Bad Boy (EMI)
- 1978 Suspicious Minds (Cathal Dunne and Stateside) (Bandbox Records)
- 1979 Happy Man (CBS Records)
- 1980 The Time for Talkin' is Over (Cathal Dunne and The Formula) (Nocturne Records)
- 1980 The Feeling's Gone (Nocturne)
- 1981 Bad Boy (Cathal Dunne and The Formula) (Nocturne)

Albums
- 1977 Bad Boy (EMI)
- 1980 That Time in Stockholm (GoodWill Records)
- 1985 Thinkin' Love Tonite (Blarney Records)
- 1996 Peace in My Land (Rego Irish)
- 1997 The Best of Cahal Dunne (EJ Farrell Music)
- 1997 After All These Years (EJ Farrell)
- 2001 Songs of Inspiration (Rego Irish)
- 2001 The Christmas Album (Rego Irish)
- 2004 What Color is the Wind
- 2005 Salute to Broadway
- 2006 The Menopause Song
- 2007 A Little Bit of Irish
- 2008  Shamrocks and Heather
- 2009 Dunne Gone Country
- 2011 Ireland's Golden Treasures